# Sidni Hoxha
Sidni Hoxha (n. Shkodër, 6 de diciembre de 1991) es un nadador de estilo libre y mariposa albano.

## Biografía
Hizo su primera aparición olímpica en los Juegos Olímpicos de Pekín 2008, donde nadó en la prueba de 50 metros libre e hizo un tiempo de 24.56, dejándole fuera de la semifinal en el puesto 63. En las siguientes olimpiadas, los Juegos Olímpicos de Londres 2012, nadó en la prueba de 100 m libre. Nadó en la tercera serie, y quedó primero de la misma con un tiempo de 51.11, insuficiente para pasar a las semifinales al quedar en la posición 37 en el sumario total, pero consiguiendo el récord nacional. Dos años después participó en el Campeonato Europeo de Natación de 2014 en tres modalidades, quedando sin medalla en ninguna prueba.